# Aeronautica Lombarda A.R.
Аэронаутика Ломбардия А. Р. (итал. Aeronautica Lombarda A.R.) — радиоуправляемый бомбардировщик (самолёт-снаряд), разработанный итальянской фирмой Aeronautica Lombarda в 1943 году. Рассматривался как возможная замена дорогим пилотируемым самолётам во второстепенных боевых операциях. Проект не был завершён, в связи с свержением правительства Муссолини и выходом Италии из войны.

## История
Большие потери итальянских ВВС в 1940—1942 годах привели к тому, что в воздушных силах начал наблюдаться сильный дефицит, как самолётов, так и подготовленных экипажей. Особенно существенны были потери среди бомбардировочной и торпедоносной авиации. Старые бомбардировщики вроде Savoia-Marchetti SM.79 Sparviero становились слишком лёгкой целью для новых английских и американских истребителей, более новые и современные CANT Z.1007 Alcione производились в недостаточных количествах.
Стремясь сократить потери лётчиков и сэкономить дорогостоящие современные машины для применения на стратегически важных направлениях, Regia Aeronautica выдвинула идею использования радиоуправляемых самолётов для нападения на объекты противника. Хотя Италия не имела особого опыта создания беспилотных машин, тем не менее, проект переделки старых бомбардировщиков в беспилотные был начат в 1942 году. После серии экспериментов, была проведена первая попытка боевого применения загруженного взрывчаткой SM.79 для атаки британских кораблей у побережья Алжира 23 августа 1942 года. Эксперимент завершился неудачно: после этого, Regia Aeronautica запретила использовать дорогостоящие бомбардировщики даже устаревших моделей для переделки в дроны, вместо этого предложив разработать максимально простой и дешёвый самолёт-снаряд.
В ноябре 1942 года, на программу разработки было выделено 4,2 миллиона лир. Потери итальянских ВВС непрерывно росли, и самолёты-роботы казались выходом из положения.

## Конструкция
Aeronautica Lombarda A.R. представлял собой максимально простой самолёт, приспособленный для производства большими сериями. Цельнодеревянный корпус обшивался полотном. Фюзеляж сигарообразной формы был оснащён технологичным прямоугольным оперением.
Машина оснащалась имевшимся в избытке двигателем Fiat A.80 RC.41, мощностью около 1000 лошадиных сил. Несмотря на сравнительно мощный мотор, лётные характеристики машины были низкими, максимальная скорость не превысила 360 км/ч.
Аппарат оснащался двумя 1000-кг бомбами, встроенными в фюзеляж. Шасси при взлёте сбрасывалось. Дальность действия составляла 600 км.
Управлять аппаратом предполагалось следующим образом — размещённый в небольшой открытой кабине лётчик поднимал аппарат в воздух и вёл его до расстояния, на котором располагающийся на земле или самолёте управления оператор мог бы одновременно видеть самолёт и цель. Затем, лётчик покидал кабину с парашютом, включив радиокомандное управление и оператор, контролируя полет машины визуально по высоте и направлению, вёл её к цели.

## Испытания
Лётные испытания машины начались 13 июня 1943 года. Прототип машины с двухместной кабиной и без системы радиоуправления летал несколько раз с аэродрома. Результаты оказались неудовлетворительными — хотя в целом, машина соответствовала требованиям, её скорость расценивалась как недостаточная, а система наведения, требующая пилотирования машины пилотом на маршевом участке и визуального контроля при атаке — неэффективной и опасной для пилота. После капитуляции Италии работы над проектом были остановлены. Некоторое время немцами рассматривалась возможность применения самолётов Aeronautica Lombarda A.R. в связке с истребителем Macchi C.202 Folgore как часть самолёта-снаряда «Мистель», но в итоге проект был закрыт.